# 거창 고견사 동종
거창 고견사 동종(居昌 古見寺 銅鍾)은 대한민국 경상남도 거창군 가조면 수월리, 고견사에 있는 동종이다. 1988년 12월 23일 경상남도의 문화재자료 제17호로 지정되었다가, 2010년 12월 21일 대한민국의 보물 제1700호로 승격되었다.

## 보물 승격사유
고견사 대웅전에 봉안 중인 이 작품은 1630년(인조 8년)에 견암사 동종으로 제작한 것이다. 동종에 기재된 견암사는 고견사와 동일한 사찰을 말한다. 667년(문무왕 7년)에 원효대사(元曉大師)와 의상대사(義湘大師)가 창건할 당시에 寺名은 고견사였지만, 1271년(고려 원종 2년)에 고견사가 거제에 이속되면서 견암사로 사명이 변경되었다. 이후 임진왜란으로 폐허가 된 사찰을 운현(雲賢), 김복(金福), 종해(宗海) 세 분의 스님이 중창하면서 고견사로 다시 이름을 바꾸었다고 한다.
고견사 동종은 전체높이가 97.2cm이고, 입지름이 59.7cm로 17세기 전반에 제작된 동종 가운데 그 규모가 큰 편이다. 전체적으로 옅은 붉은색을 띠는 동종은 둥글고 높게 솟은 천판(天板) 위에 음통(音筒)을 갖추지 않은 쌍룡(雙龍)의 종뉴(鍾鈕)를 표현하였는데, 특이하게 용의 이마에 '왕(王)'자를 새겨 놓았다. 동종은 마치 포탄을 엎어 놓은 형태를 나타내고 있다. 이는 천판에서 시작된 외선(外線)이 종신 중단까지 완만한 곡선을 보이다가 하단에서 갑자기 직선으로 내려와 시각적으로 종구(鍾口)가 좁아진 형태를 보이기 때문이다. 종신은 3줄의 횡선을 이용하여 상ㆍ하로 구분할 수 있으며, 그 안에는 다양한 도안(圖案)을 장엄하였다. 먼저 구획된 상단을 살펴보면, 천판 아래에는 넓은 연판문(蓮瓣文)을 부조하였고, 그 밑으로 연곽 4개가 사다리꼴 형태로 배치되었다. 연곽대(蓮廓帶)는 당초문(唐草文)을 사용하였으며, 그 안에 9개의 만개된 연뢰(蓮蕾)를 표현하였다. 연곽과 연곽 사이에는 불좌상(佛坐像), 불탑(佛塔), 범자문(梵字文), 위패(位牌) 등을 배치하였는데, 4면 모두 동일한 형태이다. 그 아래에는 연화당초문(蓮花唐草文)을 사용하여 띠 장식을 장엄하였다. 이러한 상단의 표현에서 주목되는 것은 연곽 사이에 부조된 불좌상, 불탑, 범자문, 위패 등이다. 이 가운데 불좌상과 불탑은 기존의 양식과 차별된 형태로 조선시대 동종에서 그 선례를 전혀 찾아볼 수 없는 유일한 표현이다. 불좌상은 사각과 연화로 구성된 臺座위에 결가부좌한 형태로 구품인의 수인을 취하고 있으며, 불탑은 탑신과 옥개석이 갖춰진 3층의 형태가 연꽃 위에 표현되었다. 상단에 비해 하단은 그 구성이 단순한 편이다. 구획된 하단에는 제작연대를 기록한 鑄成記를 기준으로 위에는 연화당초문(蓮花唐草文)과 아래에는 수파(水波)ㆍ운룡문(雲龍文)을 장엄하였는데, 특히 주성기 아래에 수파ㆍ운룡문은 역동적인 용의 모습을 사실적으로 표현하여 작품의 완성도를 높여주고 있다.
고견사 동종의 명문(銘文)은 조선후기 일반적인 동종과 다르게 사찰의 연혁, 동종 제작에 소요된 실제기간, 제작에 들어간 물품 등을 자세하게 기록한 기문(記文) 형태라는 점에서 주목할 수 있다. 명문을 통해 동종의 제작 장인은 동대장미지산설봉사문천보(圖大匠彌智山雪峯沙門天宝)를 비롯하여 치죽(緇竹), 득남(得男), 득일(得一) 등이 참여하였음을 파악할 수 있다.
이 범종은 조선 후기 범종 중에서도 17세기 전반 승장의 선도적 역할을 하였던 설봉(雪峯)이 만든 기념비적 작품이라는 점과 함께 보관 상태가 양호하면서도 세부 문양 등의 주조 기술이 정교하게 표현되었다.

## 같이 보기
- 고견사

## 참고 자료
- 거창 고견사 동종 - 국가유산청 국가유산포털